# Linopyrga bisculpta
Linopyrga bisculpta is een slakkensoort uit de familie van de Pyramidellidae. De wetenschappelijke naam van de soort is voor het eerst geldig gepubliceerd in 1951 door Charles Francis Laseron.